# 山口和也
山口 和也（やまぐち かずや、1988年10月19日 - ）は、日本の男性声優。大阪府出身。

## 略歴
高校卒業後、アトミックモンキー/声優・演技研究所に3期生として入所。同所卒業後にアトミックモンキー預かりとなるが後に退所。

## 人物
声優になろうと思ったきっかけの作品は小学5年生の頃に兄が見ていた『新世紀エヴァンゲリオン』に興味を持ったことから。また、『スーパーロボット大戦』にエヴァンゲリオンが出ていたことからプレイしており、その後は他のロボット作品にも興味を持ち、『スーパーロボット大戦』の影響から「ガンダムシリーズ」をレンタルして見ていたという。『機動戦士ガンダムSEED』を初めてリアルタイムで見たときに、主人公を保志総一朗が演じていたことから「この人の声、（他の作品にも出ていたので）知ってる！」と思ったことで声優を調べるようになったという。
アトミックモンキーの同期に榎木淳弥がいる。

## 出演
太字はメインキャラクター。

### テレビアニメ
- ソードアート・オンライン（2012年、応援部隊）
- 超速変形ジャイロゼッター（2012年 - 2013年、桐生息吹、社員、イレイザーγ）
- のうりん（2014年、生徒、男性客）
- OZMAFIA!!（2016年、アルファーニ[5]）

### OVA
- D.C.I&II P.S.P. 〜ダ・カーポI&II〜 プラスシチュエーション ポータブル（2010年、男子生徒）
- 技の旅人（2011年、村人B、村人E、男2）

### ゲーム
2011年
- 海賊ファンタジア
- Starry☆Sky 〜After Autumn〜（ゆっちゃん 他）

2013年
- OZMAFIA!! シリーズ（2013年 - 2015年、アルファーニ） - 2作品

2015年
- 憂世ノ志士（岡田以蔵） - 2作品

2018年
- メイド イン ワリオシリーズ（2018年 - 2023年、スピッツ、しゃぎぃ、イナカド村の農民、宝くじの店員） - 3作品

### 映画
- 神☆ヴォイス 〜THE VOICE MAKES A MIRACLE〜（2011年11月19日、監督：佐野智樹、東京テアトル） - モーちゃん 役

### 舞台
- 劇団ヘロヘロQカンパニー公演
  - 「悪魔が来たりて笛を吹く」 - 警官 役
  - 「魔界転生」 - 十兵衛の少年時代
  - 「ホタエナッ!!」 - 鳥尾 役
- Lunatic Syndrome（ルナロム）（2013年3月公演、横浜市開港記念会館） - アラン 役

### シリーズ一覧
1. ↑  『OZMAFIA!!』（2013年）、『OZMAFIA!! -vivace-』[7]（2015年）
2. ↑  『憂世ノ志士』『憂世ノ浪士』（2015年）
3. ↑  『メイド イン ワリオ ゴージャス』（2018年）、『おすそわける メイド イン ワリオ』（2021年）、『超おどる メイド イン ワリオ』（2023年）